# ОШ „Раде Додић” Милутовац
ОШ „Раде Додић” у Милутовцу, једна је од установа основног образовања у општини Трстеник. Од 1954. године носи име Радета Додића, бившег ученика, учитеља и палог борца, рођеног у Милутовцу.

## Историјат
Историја школе у Милутовцу почиње школске 1859/60. године када је Попечитељство просвешћенија, уз благослов књаза Милоша, дало одобрење Милутовцу да се у приватној згради „Старе суднице” отвори школа.
Правитељствена државна школа је почела са радом 1870. године у истој згради, да би се потом преселила у Додићску кафану, која је била од чврстог материјала и обухватала је учионицу и учитељски стан. Тек у јесен 1892. године, школа се сели у наменски зидану школску зграду, са три учионице и два учитељска стана.
Од школске 1963/64. године, настава се одвија у новом објекту где је и прослављена стогодишњица постојања. 
Школске 1970/71. године почела је са радом нова Централна основна школа у Милутовцу, која је окупила све ученике из насељених места: Милутовац, Пољна, Мала Дренова, Мала Сугубина, Божуревац и Риљац. Следеће школске године почео је са радом и продужени боравак за ученике од првог до осмог разреда.
У земљотресу 1999. године, објекат школе је претрпео таква оштећења да почетак рада у школској 1999/2000. години није био могућ. Средства за обнову школе издвојило је Министарство просвете Владе Републике Србије.

## Значајни датуми из прошлости школе
- 1859. Отворена као приватна основна школа.[3]
- 1871. Постала државна и општинска основна школа са два разреда: први са почетницима из Милутовца и други са младићима из читаве околине, који већ нешто знају да читају и пишу.
- 1876. Школа је добила првог учитеља са завршеном учитељском школом. Био је то Алекса Величковић.
- 1882. Школа је постала троразредна, па је, због већег броја ученика, добила и другог учитеља – Антонија Ђорђевића, такође са завршеном учитељском школом.
- 1883/84. Постаје мешовита школа.
- 1885/86. Отворена продужена школа са 12 ученика.
- 1890. Милутовачка општина је купила погодно земљиште за школу у намери да на њему подигне нову школску зграду.
- 1892. Саграђена нова школска зграда са три учионице, канцеларијом и два учитељска стана.
- 1896. Школу похађају ученици распоређенин у четири разреда и запослена су четири учитеља.
- 1899—1907. У Милутовцу ради у Женска основна школа.
- 1912/13. Школа у овом периоду не ради.
- 1914—1918. Школа повремено ради у врло тешким ратним условима.
- 1919/20. Школа наставља рад.
- 1926. Отварају се одељења у Лазаревцу и Страгарима у приватним кућама.
- 1941—1944. Школа ради у условима опште несигурности. Број ученика опада.
- 1944. Школа поново почиње са радом 13. новембра са 378 ученика.
- 1945/46. Упоредо са радом у школи, учитељи раде на описмењавању и народном просвећивању.
- 1948/49. Отворен пети разред који похађају деца насељених места: Милутовац, Лазаревац, Мала Дренова, Мала Сугубина, Пољна, Божуревац и Риљац.
- 1951. У задружном дому отвара се народна књижница и читаоница коју користе ученици наше школе.
- 1951/52. Оснива се осмогодишња школа са 318 ученика, распоређених у девет одељења.
- 1954. Школа добија име првоборца и учитеља Радета Додића.
- 1957. Милутовачка школа постаје централна школа за шестогодишњу у Риљцу и четворогодишњу у Божуревцу, Малој Дренови, Малој Сугубини и Пољни.
- 1958/59. Школски одбор одлучује да се приступи изградње нове школске зграде.
- 1960/61. 16. септембра 1960. године отпочела је изградња нове школске зграде.
- 1963/64. Извршено делимично усељавање у нову школску зграду, у четири учионице.
- 1964/65. Стара школска зграда адаптирана је у станове просветних радника.
- 1965. Милутовачка припала општини Трстеник као централна основна школа.
- 1968/69. Обављено копмплетно усељавање у нову школску зграду.
- 1969/70. Организован рад одељења продуженог боравка којим су обухваћени сви ученици од првог до осмог разреда.
- 1970/71. Почела је са радом нова централна основна школа која обухвата ученике из насељених места Милутовца, Пољне, Мале Дренове, Мале Сугубине, Божуревца и Риљца. Ове школске године прослављена и стогодишњица постојања и рада школе.
- 1976/77. Школа организује свој рад по петодневној наставној недељи. Укључује се у нову реформу образовања и васпитања.
- 1982. При школи почиње са радом путујући вртић ,,Полетарац’’.
- 1989/90. Школу похађа 535 ученика, од тога у пет издвојених одељења 143 а матичну школу 392 ученика.
- 1999. Разорни земљотрес нанео је школског згради таква оштећења да није било могуће започети школску 1999/2000. годину. Исте године започета и реконструкција школског објекта.
- 2002. Уз помоћ фондације ,,Mercy Corps’’ урађена је фасада и комплетан ентеријер школе.
- 2002/03. Завршена је комплетна реконтрукција школског објекта и настава се неометано одвија.
- 2003/04. Школа израђује први школски развојни план у оквиру кога, кроз пројекат ,,Рачунаром до знања, знањем у будућност’’, започиње дигитализацију наставног процеса набавком рачунара и мултимедијане опреме.
- 2007/08. Уређен је део школског парка изградњом фонтане.
- 2009/10. Школа прославља 150 година свог постојања.
- 2011/12. У делу школског парка изграђена је летња еко учионица.
- 2013. Основана ученичка задруга ,,Сунцокрети’’.
- 2015. Школа је укључена у међународни пројекат Еко школе.
- 2017. Школа добила статус међународне Еко школе.
- 2018/19. Кроз пројекат ,,Еко башта у еко школи’’ на школском имању је саграђен пластеник за узгајање поврћа за потребе исхране ученика и постављена су два компостера.
- 2019. Кроз пројекат ,,Стварамо знање’’ школе је добила фиансијска средства за опремање новог дигиталног кабинета.
- 2020. Кроз пројекат ,,Зелена економија – ми смо већ укључени’’, школа је добила два соларна панела и ветрогенератор за производњу зелене енергије.
- 2021. Комплетно реконтрусиан сутерен школе и наставничка канцеларија.
- 2022. У оквиру пројекта ,,Да се ради и гради по твом’’, у школском дворишту је направљено дечије игралиште са справама а реконструисан је и хол школе.
- 2023/24. Реализован пројекат Министарства рударства и енергетике и општине Трстеник енергетске санације објекта матичне школе.